# Coenraad Hiebendaal
Coenraad Christiaan Hiebendaal, nizozemski veslač, * 10. april 1879, Gorinchem, † 3. junij 1921, Amsterdam.
Hiebendaal je bil na  Poletnih olimpijskih igrah 1900 v Parizu član nizozemskega čolna Minerva Amsterdam, ki je med četverci s krmarjem osvojil srebrno medaljo.